# 横山政孝
横山 政孝（よこやま まさたか、寛政元年（1789年） - 天保7年1月25日（1836年3月12日）） は、加賀藩家老。人持組横山蔵人家の第6代であり、父は横山政寛といった。正室は津田政本の娘・桂（横山蘭蝶）。子は横山政和。通称は小五郎、多門、蔵人。別名に孝誼、号は致堂を名乗った。

## 生涯
寛政元年（1789年）、加賀藩家老横山政寛の子として生まれる。享和元年（1801年）、父の死去により家督相続する。文化13年（1816年）、家老となる。世子・前田斉泰の傳役を務めた。
天保7年1月25日（1836年3月12日）、死去。享年48。

## 人物
詩作や書画に秀でた文化人であった。詩集に『致堂詩藁』『致堂詩藁外編』。正室の桂（旧姓津田、横山蘭蝶）も詩人として知られ、文化12年（1815年）、死産の末に死去すると、桂の詩100首に政孝作の詩100首を合わせて『海棠園合集』を私家版として著した（海棠園蔵版）。政孝の没後70年を経て再版している。

## 主な著作
発行年順、横山孝誼夫名義。初稿は文政8年、第2稿は天保4年に刊行。
- 『致堂詩藁』16巻 [写]、2冊、マイクロフィッシュ（文政8年-天保4年 [1825-1833]）
- 『致堂詩稾』8巻、二稾8巻、4冊、マイクロフィッシュ（西村宗七、文政8年-天保4年 [1825-1833]）
- 横山孝誼夫 著『致堂詩稾』16巻、10冊、マイクロフィッシュ（文政8年-天保4年 [1825-1833]）
  - 『断香集』・『続香集』を収載。

横山致堂名義。
- 横山 蘭蝶、横山致堂（孝誼夫[1]文化12年 [1815]。 NCID BA42895047。1冊、24cm。先立った妻・桂の作品を編み、自作を添えた。金沢大学図書館の書誌情報より、原本の出版事項: 洛南 : [出版者不明]。
  - 横山致堂（孝誼夫[1]『海棠園合集』宇都宮源平、金沢、明治39年（1906年）1月）。doi:10.11501/893446。2冊（1巻15, 2巻14丁）、マイクロフィッシュ。
  - 『海棠園合集』 : 全（金沢：宇都宮源平、1906.1）NCID BA3417900X。
  - 『海棠園蔵版』文化12（1815年）鐫の私家本を後刷。
- 『致堂二稾』宇都宮源平 編。マイクロフィッシュ（宇都宮書店、敬文館販売[11]、明治39年）それぞれの巻はログインなしで閲覧可能。
  - 故横山致堂 著、北荘誠 編『致堂二稾』 1-3巻、1906年。2024年8月1日閲覧。
  - 『致堂二稾』 4-5巻、1906年。
  - 『致堂二稾』1906年。

## 関連資料
- 日置謙 編『加能郷土辞彙』金沢文化協会、昭和17年。doi:10.11501/1123720。2024年8月1日閲覧。